# Cupido catharina
Cupido catharina är en fjärilsart som beskrevs av Henry Trimen 1862. Cupido catharina ingår i släktet Cupido och familjen juvelvingar. Inga underarter finns listade i Catalogue of Life.